# فیلم ۷۰ میلی‌متری

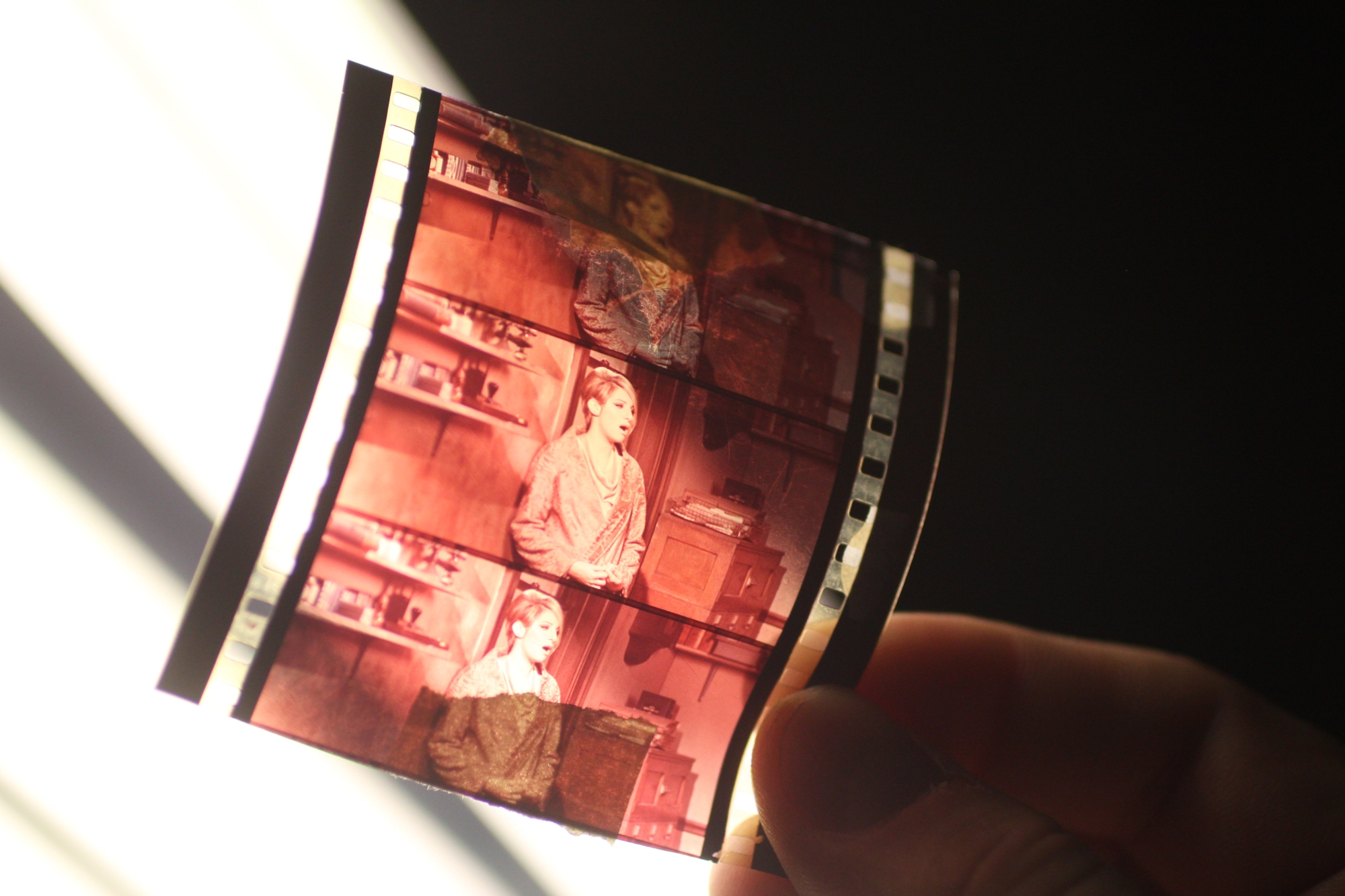
یک نوار فیلم ۷۰ میلی‌متری با دست انسان برای مقیاس

فیلم ۷۰ میلی‌متری (یا فیلم ۶۵ میلی‌متری) یک سنجه فیلم پهن با وضوح بالا برای عکس‌برداری متحرک است، با ناحیه نگاتیو تقریباً ۳٫۵ برابر اندازه استاندارد فرمت فیلم سینمایی ۳۵ میلی‌متری همان‌طور که در دوربین‌ها استفاده می‌شود، فیلم ۶۵ میلیمتر (۲٫۶ اینچ) عرض دارد. برای آپارات، فیلم ۶۵ اصلی بر روی فیلم ۷۰ میلیمتر (۲٫۸ اینچ) چاپ می‌شود. ۵ میلی‌متر اضافی برای چهار نوار مغناطیسی است که شش باند صدای استریوفونیک را در خود نگه می‌دارد. اگرچه چاپ‌های ۷۰ میلی‌متری بعدی از رمزگذاری صدای دیجیتال (مخصوصاً فرمت DTS) استفاده می‌کنند، اکثریت قریب به اتفاق چاپ‌های ۷۰ میلی‌متری موجود و باقی‌مانده از قبل از این فناوری استفاده می‌کنند.
ارتفاع هر فریم پنج سوراخک است و نسبت تصویر آن ۲٫۲:۱ است. با این حال، استفاده از لنزهای آنامورفیک فرا پاناویژن ۷۰ میلی‌متری، تصویر را به نسبت تصویر فراپهن ۲٫۷۶:۱ دربرمی‌گیرد. تا به امروز، فرا پاناویژن ۷۰ پهن‌ترین اندازه تصویر را در تاریخ فیلم‌سازی تولید می‌کند. تنها توسط پلی‌ویژن پیشی گرفت، که فقط برای ناپلئون ۱۹۲۷ استفاده شد.
با توجه به نمایشگاه، فیلم ۷۰ میلی‌متری همیشه به‌عنوان یک فرمت تخصصی در نظر گرفته می‌شود که برای فیلم‌های حماسی و تماشایی فیلم‌برداری شده بر روی فیلم‌های ۶۵ میلی‌متری و فیلم‌های پرفروش که هم در ۳۵ میلی‌متری و هم به‌عنوان بزرگ‌سازی ۷۰ میلی‌متری منتشر می‌شوند، در نظر گرفته می‌شود. در حالی که مکان‌های کمی برای نمایش این فرمت خاص مجهزشده بودند، در اوج محبوبیت، اکثر بازارها و شهرهای بزرگ سالنی داشتند که می‌توانست آن را نمایش دهد. برخی از مکان‌ها تا به امروز به نمایش فیلم ۷۰ میلی‌متری ادامه می‌دهند یا حتی برای نسخه‌های جدیدتر ۷۰ میلی‌متری آپارات‌های ۷۰ میلی‌متری به‌طور دائم یا موقت نصب شده‌اند.

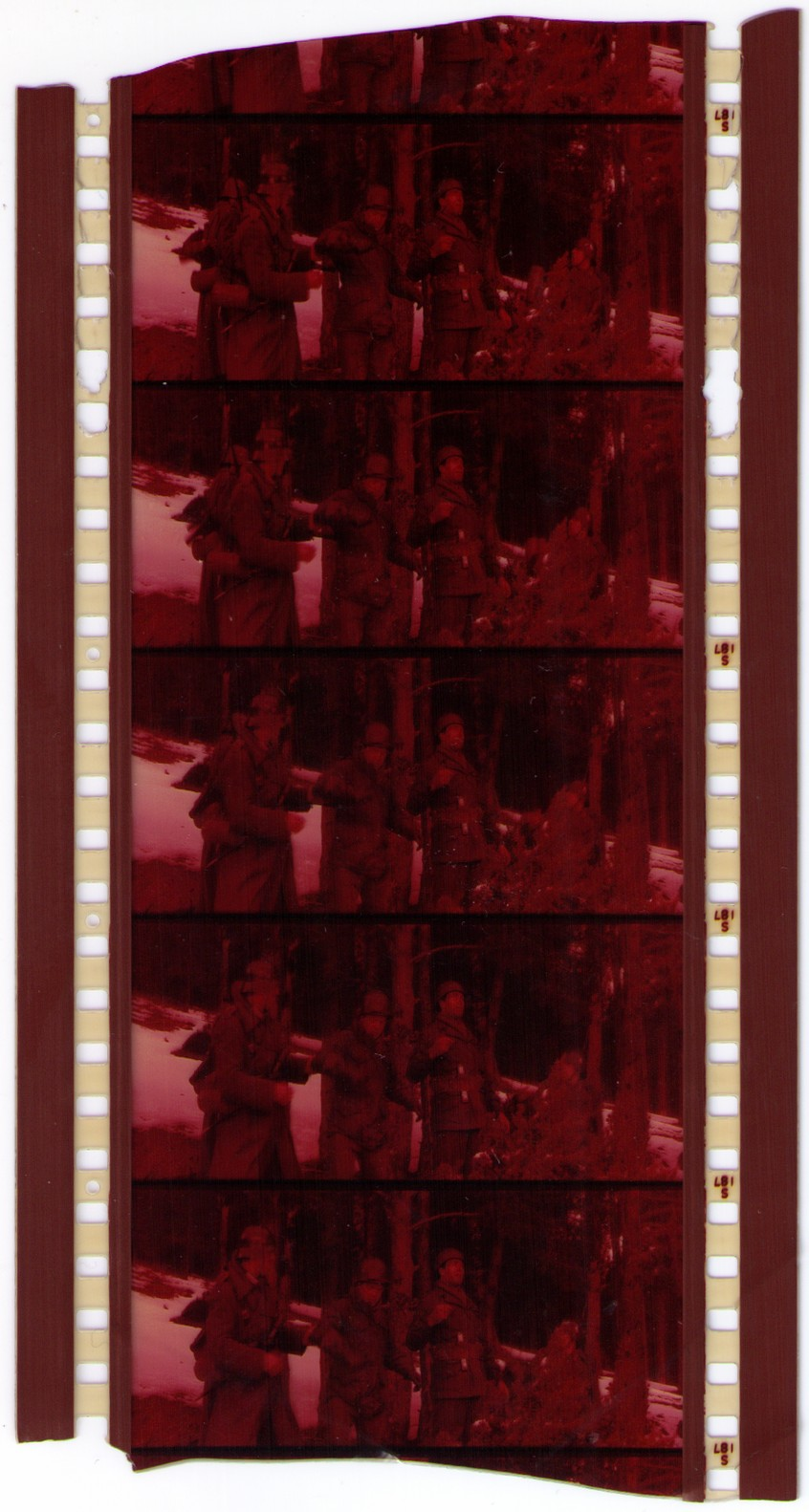
فیلم پزتیو ۷۰ میلی‌متری قدیمی محوشده با چهار نوار مغناطیسی حاوی صدای استریوفونیک شش-کاناله